# Acueductos del Vanne y del Loing
Los acueductos del Vanne y del Loing son dos obras hidráulicas que suministran agua potable a París desde manantiales ubicados en Borgoña y en la Isla de Francia hasta embalses situados junto a París. Estos acueductos llevan el nombre de los nacimientos de los ríos que los alimentan: el Vanne, afluente del Yonne, y el Loing, afluente del río Sena. El acueducto del Loing a veces se denomina acueducto del Loing y del Lunain.
Con una longitud de 156 km, el acueducto de la Vanne, cuya construcción se inició en 1866 y se terminó en 1874, es obra del ingeniero Eugène Belgrand, que lo diseñó a petición del barón Haussmann para traer agua potable desde lugares alejados de París, con el fin de garantizar un suministro de agua de calidad y con un caudal regular.
Construido entre 1897 y 1900, además del acueducto del Vanne, cuyo curso sigue desde el bosque de Fontainebleau hasta París, el acueducto del Loing tiene una longitud total más corta: 95 km. Pero su caudal es mayor porque su sección es mayor y, además, recibe agua de dos acueductos secundarios: el del Voulzie y el del Lunain.
Los acueductos del Vanne y del Loing, así como los acueductos secundarios, son administrados en su totalidad por Eau de Paris, que es la autoridad municipal responsable del suministro y la distribución de agua en la capital.

## Historia
Los acueductos de Vanne y Loing forman parte de un proyecto de acueducto diseñado en 1858 por el ingeniero Eugène Belgrand a petición del Barón Haussmann para abastecer a París de agua potable extraída de las fuentes de los ríos situados fuera de la capital. El proyecto de Belgrand previó la construcción de una red de cuatro acueductos que llevasen agua desde las fuentes del río Avre a Normandía; del río Dhuis a Picardía; del Loing y el Vanne al sur de la Isla de Francia y a Borgoña.
Primero se puso en servicio el acueducto del Dhuis, en 1865, luego el acueducto del Vanne en 1874, el acueducto del Avre en 1893 y finalmente el acueducto del Loing en 1900. Fue en 1925 que se puso en servicio el acueducto del Voulzie como un ramal secundario del acueducto del Loing.
Dentro del acueducto del Vanne, la obra del acueducto Grand Maître (una sucesión de arcos de 1931 m de longitud que discurre entre Arcueil y Cachan, y que se remonta a 1856), se considera el primer uso del hormigón en masa como material importante para la construcción de puentes.
Cuando se pusieron en servicio, los acueductos del Vanne y del Loing abastecían directamente al embalse de Montsouris de París. Al comienzo de la Segunda Guerra Mundial, el acueducto del Vanne fue cortado el 15 de junio de 1940 por ingenieros franceses, cerca de Villeperrot, para evitar que los alemanes lo utilizaran, habiendo volado los puentes de los alrededores.
Desde 1969, el acueducto del Vanne ha estado conectado mediante un desvío al embalse de L'Haÿ-les-Roses, que ahora es su depósito terminal.

## Fuentes y lugares de captación

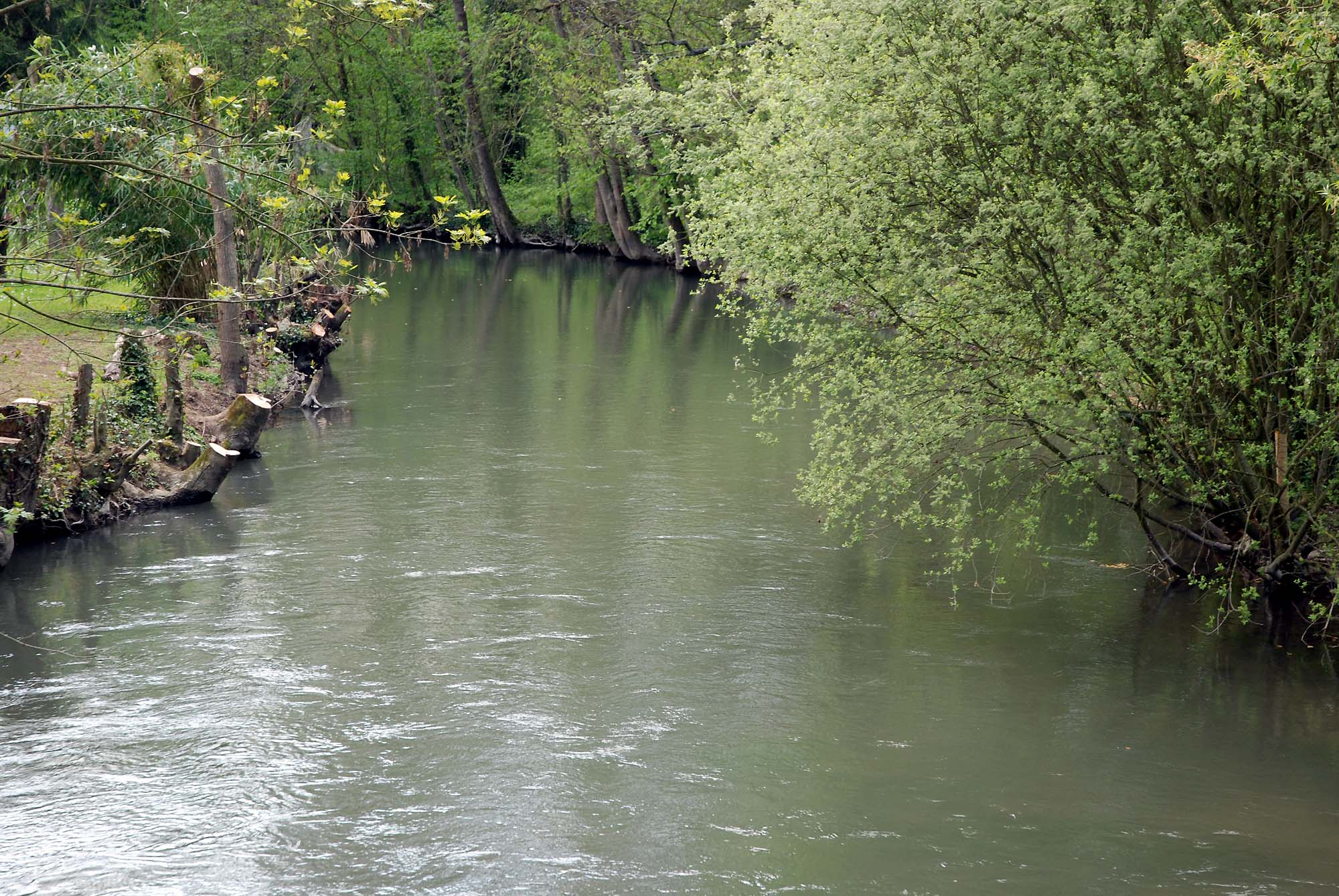
El río Vanne en Bagneaux, cerca de los manantiales altos del acueducto del Vanne

## Recorrido

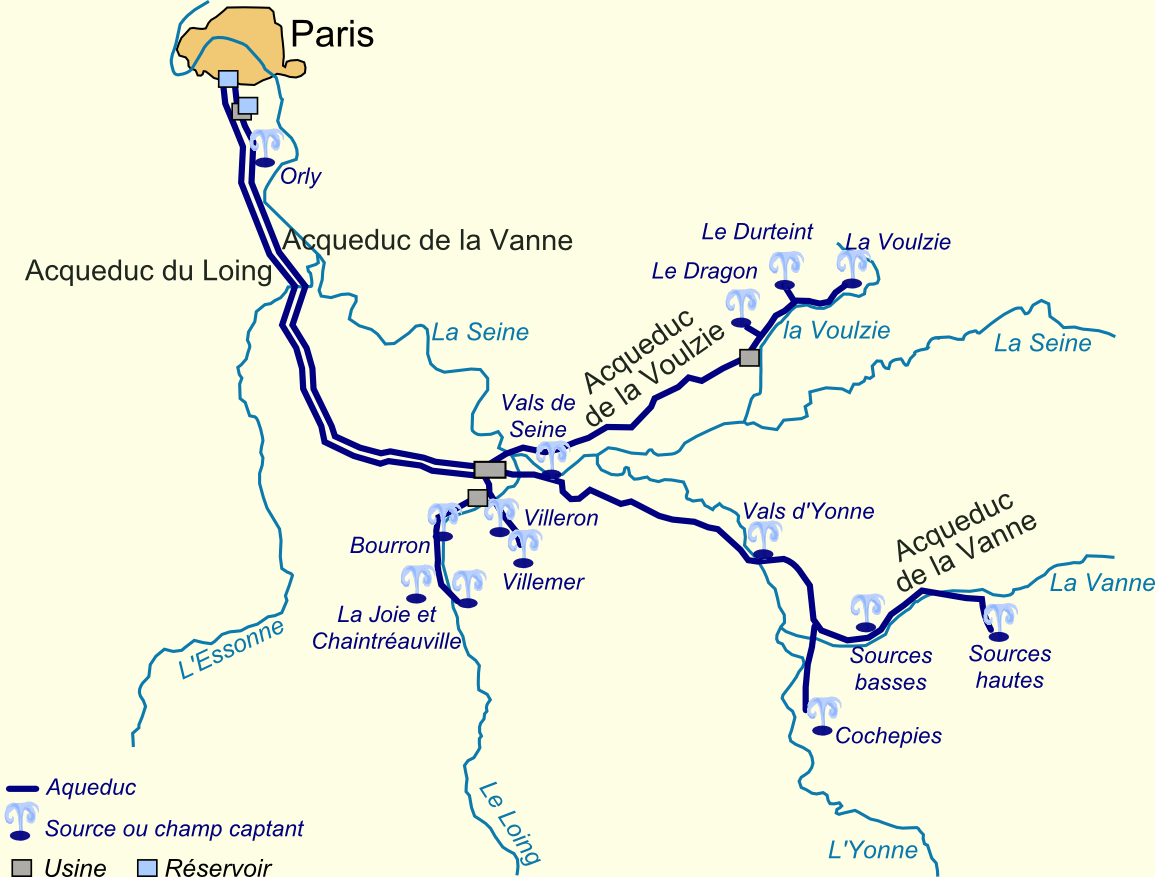
Recorrido de los acueductos del Vanne, del Loing y del Voulzie

El puente-acueducto del Vanne entre Arcueil y Cachan

## Estructuras

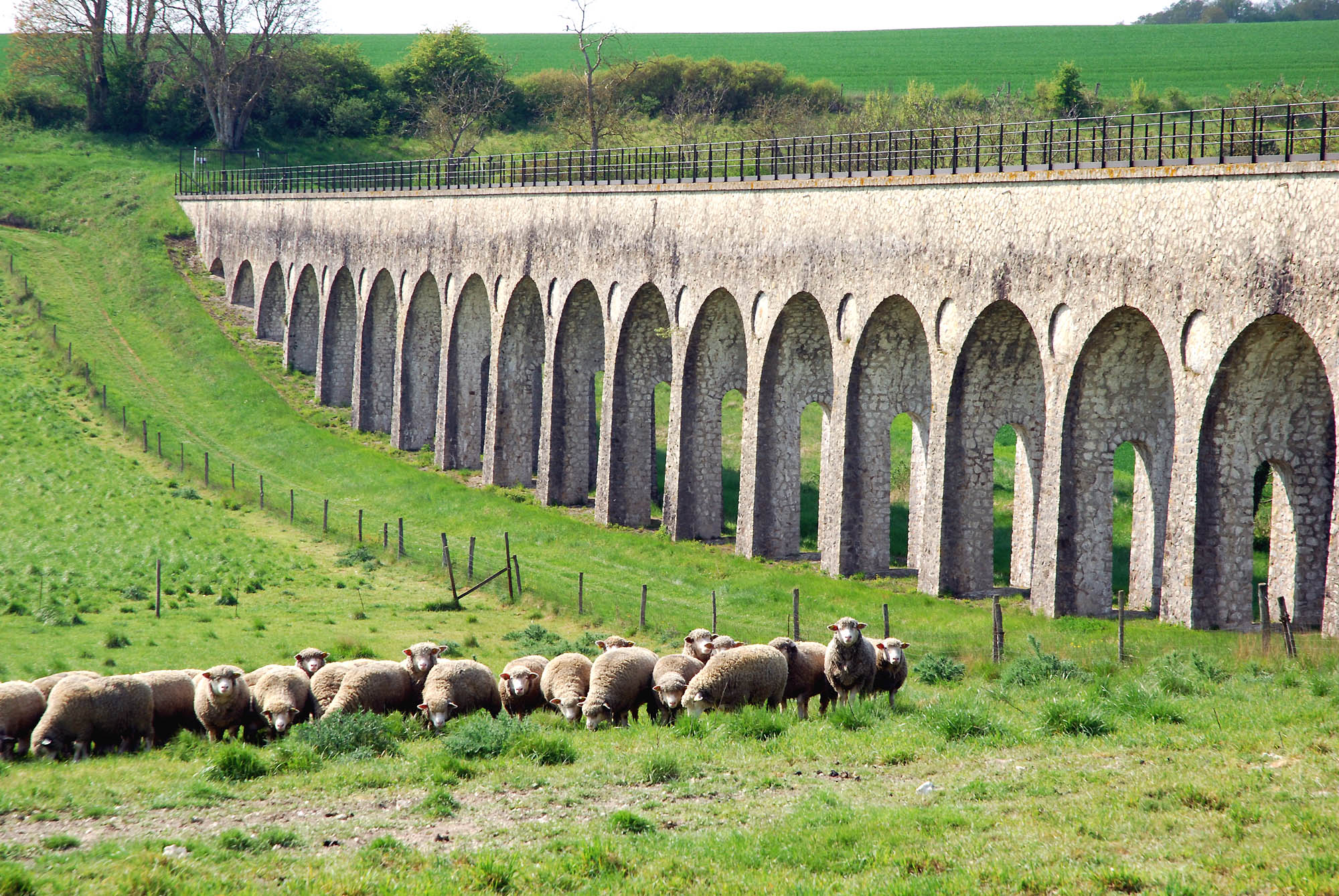
El acueducto del Vanne en el Pont-sur-Vanne

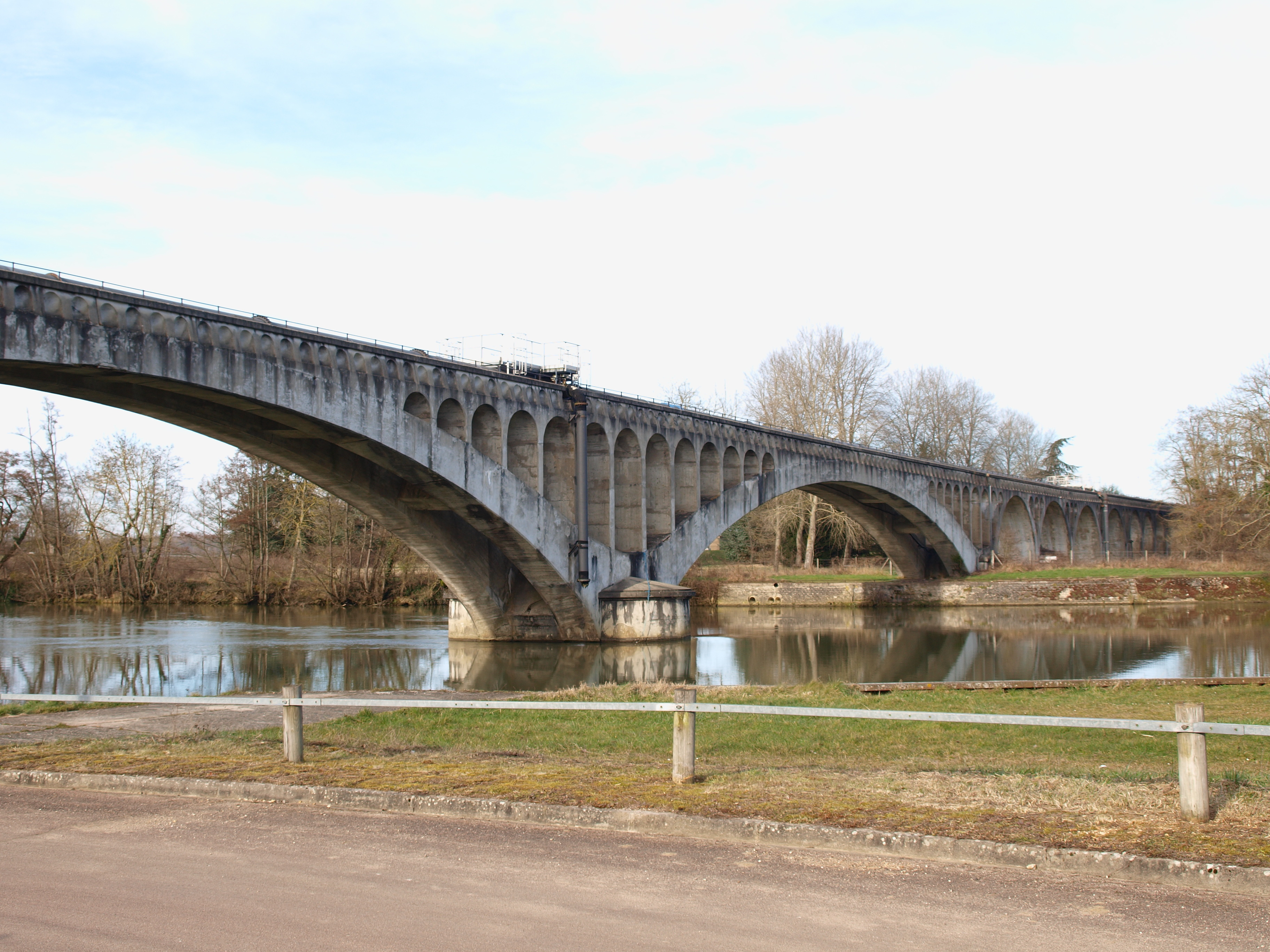
Cruce del río Yonne del acueducto del Vanne en Villeperrot